# G2期
G2期是间期的第三个也是最后一个阶段。细胞在S期完成了DNA复制后进入G2期，G2期结束后，前期随即开始，染色质凝聚为染色体，核膜也开始解体。

## 概述
G2期中细胞快速生长并大量合成有丝分裂所需蛋白质。但有趣的是，G2期并不是细胞周期必需的一部分，一些细胞例如非洲爪蟾幼胚和一些癌细胞可不经G2期而直接在DNA复制完成后进入有丝分裂。尽管目前通过G2期调控了解到了基因网络的存在，但是特别是针对癌细胞还存在很多需要进一步探索的意义和控制规律。一个假说认为G2期中细胞增长是调控细胞大小的一种方法。裂殖酵母已经显示通过Cdr2介导调控Wee1活性而调整细胞大小.。虽然Wee1是相当保守的有丝分裂负向调整因子，但仍无理论阐述G2期中通用的细胞尺寸调控机制。
又名周期蛋白 B1／CDK1复合体的促成熟因子浓度达到一定程度后会使G2期结束，该复合体的活性在G2期受到严格控制。G2检查点会通过CDK1的抑制性调节来中止DNA受到损伤的细胞继续分裂。

## G2/M检查点
脊椎动物细胞会在G2／M期DNA损伤检查点停止而不进入有丝分裂阶段，此时细胞会处理如氧化、紫外线或DNA嵌入剂等因素造成的DNA损伤。。DNA若受损则会活化转录因子p53。CDK1则会被p53的转录产物p21、Gadd45和14-3-3σ直接失活。失活周期蛋白B1／CDK1会被p21隔离 ，活化周期蛋白B1／CDK1复合体被14-3-3σ隔离。Gadd45通过与CDK1直接作用而切断周期蛋白B1与CDK1的连接。p53也通过转录抑制CDK1生成 。p53依赖的G2阻断主要通过Chk1激酶的活动影响。脊椎动物通过ATM与ATR检测出DNA，酵母使用Rad3与Mec1检测DNA损伤。当检测到DNA损伤后会驱动Chk1与Chk2。Chk1则降解CDK1激活物cdc25A。ATR与ATM还会激活p53，暗示这些途径也许协同调节G2阻断。
p53依赖途径与不依赖p53途径细胞周期阻断不仅对G2期有特异性。一些蛋白同样在G1期与S期中作为DNA损伤检查点上游蛋白。酵母无p53同源物，G2期阻断通过p53不依赖途径运作。

## G2结束与开始有丝分裂
活化周期蛋白B1／CDK1复合体浓度决定了细胞能否进入有丝分裂。脊椎动物细胞中周期蛋白B有五种亚型（B1、B2、B3、B4、B5），但是每种亚型在调节有丝分裂过程中的具体角色尚不清楚。但目前了解到周期蛋白B1至少可以取代周期蛋白B2，在果蝇中反之亦然。周期蛋白B1／CDK1复合体在时间和空间上都受到调控以确保准确进入有丝分裂。
周期蛋白B1在S期DNA复制结束后开始转录，其启动子包含包括p53、p21、Ets、AP-1、NF-Y、c-Myc、TFE3、USF等在内转录因子的共有序列。周期蛋白B1在G2期中聚集并活化CDK1激酶。CDK1活性则主要通过Thr14和Tyr15两个抑制性磷酸化位点调节。Wee1磷酸化苏氨酸残基，Myt1磷酸化酪氨酸残基。Myt1还从另一途径来抑制CDK1：Myt1将C端蛋白质结构域作用于CDK1而将CDK1从细胞质中隔离。Cdc25的活动会使CDK1的Thr14与Tyr15两残基去磷酸化。Cdc25在哺乳动物中有A、B、C三个亚型，且都在G2期调节中起到作用。
CDK1依次磷酸化和调节Wee1与Cdc25A、Cdc25C的活性。磷酸化CDK1抑制了Wee1激酶活性，活化Cdc25C磷酸酶活性，并固定Cdc25A。因此CDK1与Cdc25构成了一个正反馈循环，与Wee1构成了一个双重负反馈循环。这些循环构成了CDK1活性与周期蛋白B1浓度的滞后双稳态开关。有研究认为滞后行为可以确保细胞在周期蛋白B1降低时仍能进行有丝分裂。
哺乳动物细胞中周期蛋白B1的胞质保留位点（CRS）上五个丝氨酸残基Ser116、Ser26、Ser128、Ser133与Ser147被磷酸化后激活周期蛋白B1／CDK1向核中转运。在非洲爪蟾中，周期蛋白B1包含了4个类似的CRS磷酸化位点：Ser94、Ser96、Ser101、Ser113，这证明该机制是高度保守的。 出核转运也被磷酸化周期蛋白B1的出核信号所失活。这些磷酸化位点的调节仍然大部分未知，但是已识别出了包括Erk, Plk1和CDK1在内的一些因子。若磷酸化水平超过某一门槛，周期蛋白B1／CDK1向核中大量转运。进入细胞核后，周期蛋白B1／CDK1磷酸化组蛋白H1、核仁、中心体蛋白、微管组织蛋白等受体为有丝分裂做准备。
最近的研究提示周期蛋白A2／CDK复合体在进入有丝分裂时的调节中起到重要作用。周期蛋白A2／CDK2在S期早期显示出活性，并在G2期进一步增加。Cdc25B在G2期早期到中期将CDK2的Tyr15位点去磷酸化，该过程与CDK1去磷酸化过程类似。U2OS瘤细胞中周期蛋白A2的减少造成Wee1活性的增加和Plk1与Cdc25C活性的降低。因为CDK2需要活化p53依赖性G2检查点，周期蛋白A2／CDK复合体并不严格地在G2期通过Cdc6上固定的磷酸化表现出周期蛋白B1／CDK1活化剂的作用。 无CDK2的细胞拥有异常高的Cdc25A含量。周期蛋白A2／CDK1同样显示出调控Cdc25A降解酶活性的能力 ，而该机制常常在癌细胞中失效。